# St. Petersburg Open
St. Petersburg Open (rusky Открытый чемпионат Санкт-Петербурга среди мужчин, Otkrytyj čempionat Sankt-Petěrburga sredi mužčin) je profesionální tenisový turnaj mužů v ruském Petrohradu. Založen byl roku 1995 v rámci okruhu ATP Tour, na kterém od sezóny 2009 patří do kategorie ATP Tour 250. 
Dějištěm se v roce 2015 staly kryté dvorce arény Sibur s tvrdým povrchem. Předtím se konal na stadionu SKK Peterburgskij (Спортивно-концертный комплекс «Петербургский», Sportovně-koncertní komplex „Peterburgskij“). V letech 1995–1999 a 2004–2007 probíhal na koberci. Událost je zařazena do závěrečné části sezóny na září či říjen. Do soutěže dvouhry od roku 2015 nastupuje dvacet osm tenistů a čtyřhry se účastní šestnáct párů. 
Petrohradský turnaj měl v kalendáři ATP Tour od roku 2014 nahradit izraelský turnaj Tel Aviv Open, jenž byl v nestabilním regionu pro sezóny 2014 a 2015 zrušen z bezpečnostních důvodů. Kvůli koronavirové pandemii byl St. Petersburg Open pro rok 2020 zařazen do kvalitativně vyšší kategorie ATP Tour 500.
Více než jeden singlový titul získali švédský vítěz Australian Open 2002 Thomas Johansson, bývalá světová jednička Marat Safin a britský olympijský šampion Andy Murray. Z ruských hráčů triumfovali Jevgenij Kafelnikov (1995), Marat Safin (2000 a 2001), Michail Južnyj (2004), Daniil Medveděv (2019) a konečně Andrej Rubljov (2020).

## Přehled finále

### Dvouhra
| Rok  | vítěz                                      | finalista                                  | výsledek                                   |
| ---- | ------------------------------------------ | ------------------------------------------ | ------------------------------------------ |
| 1995 | Jevgenij Kafelnikov                        | Guillaume Raoux                            | 6–2, 6–2                                   |
| 1996 | Magnus Gustafsson                          | Jevgenij Kafelnikov                        | 6–2, 7–6(7–4)                              |
| 1997 | Thomas Johansson                           | Renzo Furlan                               | 6–3, 6–4                                   |
| 1998 | Richard Krajicek                           | Marc Rosset                                | 6–4, 7–6(7–5)                              |
| 1999 | Marc Rosset                                | David Prinosil                             | 6–3, 6–4                                   |
| 2000 | Marat Safin                                | Dominik Hrbatý                             | 2–6, 6–4, 6–4                              |
| 2001 | Marat Safin                                | Rainer Schüttler                           | 3–6, 6–3, 6–3                              |
| 2002 | Sébastien Grosjean                         | Michail Južnyj                             | 7–5, 6–4                                   |
| 2003 | Gustavo Kuerten                            | Sargis Sargsjan                            | 6–4, 6–3                                   |
| 2004 | Michail Južnyj                             | Karol Beck                                 | 6–2, 6–2                                   |
| 2005 | Thomas Johansson                           | Nicolas Kiefer                             | 6–4, 6–2                                   |
| 2006 | Mario Ančić                                | Thomas Johansson                           | 7–5, 7–6(7–2)                              |
| 2007 | Andy Murray                                | Fernando Verdasco                          | 6–2, 6–3                                   |
| 2008 | Andy Murray                                | Andrej Golubjev                            | 6–1, 6–1                                   |
| 2009 | Serhij Stachovskyj                         | Horacio Zeballos                           | 2–6, 7–6(10–8), 7–6(9–7)                   |
| 2010 | Michail Kukuškin                           | Michail Južnyj                             | 6–3, 7–6(7–2)                              |
| 2011 | Marin Čilić                                | Janko Tipsarević                           | 6–3, 3–6, 6–2                              |
| 2012 | Martin Kližan                              | Fabio Fognini                              | 6–2, 6–3                                   |
| 2013 | Ernests Gulbis                             | Guillermo García-López                     | 3–6, 6–4, 6–0                              |
| 2014 | turnaj se nekonal                          | turnaj se nekonal                          | turnaj se nekonal                          |
| 2015 | Milos Raonic                               | João Sousa                                 | 6–3, 3–6, 6–3                              |
| 2016 | Alexander Zverev                           | Stan Wawrinka                              | 6–2, 3–6, 7–5                              |
| 2017 | Damir Džumhur                              | Fabio Fognini                              | 3–6, 6–4, 6–2                              |
| 2018 | Dominic Thiem                              | Martin Kližan                              | 6–3, 6–1                                   |
| 2019 | Daniil Medveděv                            | Borna Ćorić                                | 6–3, 6–1                                   |
| 2020 | Andrej Rubljov                             | Borna Ćorić                                | 7–6(7–5), 6–4                              |
| 2021 | Marin Čilić                                | Taylor Fritz                               | 7–6(7–3), 4–6, 6–4                         |
| 2022 | Nehrálo se kvůli ruské invazi na Ukrajinu. | Nehrálo se kvůli ruské invazi na Ukrajinu. | Nehrálo se kvůli ruské invazi na Ukrajinu. |
| 2023 | Nehrálo se kvůli ruské invazi na Ukrajinu. | Nehrálo se kvůli ruské invazi na Ukrajinu. | Nehrálo se kvůli ruské invazi na Ukrajinu. |

### Čtyřhra
| Rok  | vítězové                                   | finalisté                                  | výsledek                                   |
| ---- | ------------------------------------------ | ------------------------------------------ | ------------------------------------------ |
| 1995 | Martin Damm Anders Järryd                  | Jakob Hlasek Jevgenij Kafelnikov           | 6–4, 6–2                                   |
| 1996 | Jevgenij Kafelnikov Andrej Olchovskij      | Nicklas Kulti Peter Nyborg                 | 6–3, 6–4                                   |
| 1997 | Andrej Olchovskij Brett Steven             | David Prinosil Daniel Vacek                | 6–4, 6–3                                   |
| 1998 | Nicklas Kulti Mikael Tillstrom             | Marius Barnard Brent Haygarth              | 3–6, 6–3, 7–6                              |
| 1999 | Jeff Tarango Daniel Vacek                  | Menno Oosting Andrei Pavel                 | 3–6, 6–3, 7–5                              |
| 2000 | Daniel Nestor Kevin Ullyett                | Thomas Shimada Myles Wakefield             | 7–6(7–5), 7–5                              |
| 2001 | Denis Golovanov Jevgenij Kafelnikov        | Irakli Labadze Marat Safin                 | 7–5, 6–4                                   |
| 2002 | David Adams Jared Palmer                   | Irakli Labadze Marat Safin                 | 7–6(10–8), 6–3                             |
| 2003 | Julian Knowle Nenad Zimonjić               | Michael Kohlmann Rainer Schüttler          | 7–6(7–1), 6–3                              |
| 2004 | Arnaud Clément Michaël Llodra              | Dominik Hrbatý Jaroslav Levinský           | 6–3, 6–2                                   |
| 2005 | Julian Knowle Jürgen Melzer                | Jonas Björkman Max Mirnyj                  | 4–6, 7–5, 7–5                              |
| 2006 | Simon Aspelin Todd Perry                   | Julian Knowle Jürgen Melzer                | 6–1, 7–6(7–3)                              |
| 2007 | Daniel Nestor Nenad Zimonjić               | Jürgen Melzer Todd Perry                   | 6–1, 7–6(7–3)                              |
| 2008 | Travis Parrott Filip Polášek               | Rohan Bopanna Max Mirnyj                   | 3–6, 7–6(7–4), [10–8]                      |
| 2009 | Colin Fleming Ken Skupski                  | Jérémy Chardy Richard Gasquet              | 2–6, 7–5, [10–4]                           |
| 2010 | Daniele Bracciali Potito Starace           | Rohan Bopanna Ajsám Kúreší                 | 7–6(8–6), 7–6(7–5)                         |
| 2011 | Colin Fleming Ross Hutchins                | Michail Jelgin Alexandr Kudrjavcev         | 6–3, 6–7(5–7), [10–8]                      |
| 2012 | Rajeev Ram Nenad Zimonjić                  | Lukáš Lacko Igor Zelenay                   | 6–2, 4–6, [10–6]                           |
| 2013 | David Marrero Fernando Verdasco            | Dominic Inglot Denis Istomin               | 7–6(8–6), 6–3                              |
| 2014 | turnaj se nekonal                          | turnaj se nekonal                          | turnaj se nekonal                          |
| 2015 | Treat Conrad Huey Henri Kontinen           | Julian Knowle Alexander Peya               | 7–5, 6–3                                   |
| 2016 | Dominic Inglot Henri Kontinen              | Andre Begemann Leander Paes                | 4–6, 6–3, [12–10]                          |
| 2017 | Roman Jebavý Matwé Middelkoop              | Julio Peralta Horacio Zeballos             | 6–4, 6–4                                   |
| 2018 | Matteo Berrettini Fabio Fognini            | Roman Jebavý Matwé Middelkoop              | 7–6(8–6), 7–6(7–4)                         |
| 2019 | Divij Šaran Igor Zelenay                   | Matteo Berrettini Simone Bolelli           | 6–3, 3–6, [10–8]                           |
| 2020 | Jürgen Melzer Édouard Roger-Vasselin       | Marcelo Demoliner Matwé Middelkoop         | 6–2, 7–6(7–4)                              |
| 2021 | Jamie Murray Bruno Soares                  | Andrej Golubjev Hugo Nys                   | 6–3, 6–4                                   |
| 2022 | Nehrálo se kvůli ruské invazi na Ukrajinu. | Nehrálo se kvůli ruské invazi na Ukrajinu. | Nehrálo se kvůli ruské invazi na Ukrajinu. |
| 2023 | Nehrálo se kvůli ruské invazi na Ukrajinu. | Nehrálo se kvůli ruské invazi na Ukrajinu. | Nehrálo se kvůli ruské invazi na Ukrajinu. |